# Keith Hunter Jesperson

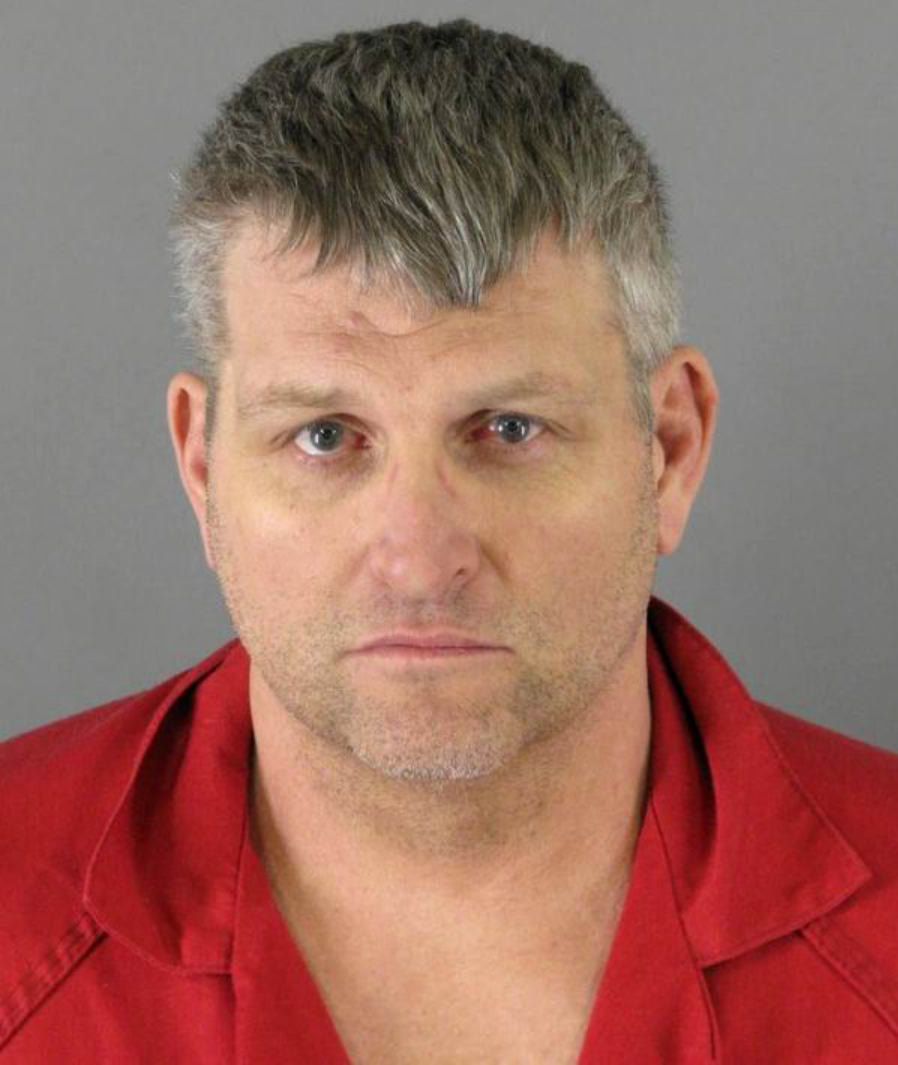
Keith Hunter Jesperson

Keith Hunter Jesperson (6 april 1955) is een Canadese seriemoordenaar die bekendstaat als The Happy Face Killer, omdat hij briefjes naar de politie verstuurde met lachende gezichtjes erop getekend. Hij staat erom bekend graag in de aandacht te staan en vaak te liegen.

## Slachtoffers
In 1993 werd langs een snelweg in Santa Clara, Californië, een lijk in staat van ontbinding aangetroffen. Het lichaam was van een vrouw, die gewurgd bleek te zijn. Het enige bewijsmateriaal was een gevonden zaklamp en de zaak bleef dertien jaar onopgelost.
In 2006 bestudeerde een rechercheur de zaak opnieuw en stuitte hij op een ingezonden brief naar een plaatselijke krant. De schrijver van de brief beweerde de moordenaar te zijn. In de brief stonden veel details, zoals een nauwkeurige beschrijving van de vindplaats. De schrijver beweerde Keith Jesperson te heten.
Jesperson zat op dat moment een celstraf van vier keer levenslang uit. Hij had in vijf jaar tijd vier mensen om het leven gebracht.
Hij beweerde op dat moment ten minste 160 mensen te hebben omgebracht. Maar de politie kwam er al snel achter dat dat onmogelijk en dus gelogen was. In een onderzocht geval bleek een medegevangene Jesperson betaald te hebben om een moord te bekennen waar de medegevangene op dat moment voor veroordeeld was.
In 2007 werd Jesperson wel veroordeeld voor de dood van de onbekende vrouw die langs de snelweg werd gevonden. De politie geloofde hem, omdat hij een detail vertelde dat alleen de politie en de dader konden weten; dat er een zaklamp lag. De identiteit van de vrouw heeft de politie tot op heden niet weten te achterhalen.
Jespersons eerste (bekende) slachtoffer was Taunja Bennett op 23 januari 1990. In totaal vermoordde hij acht mensen in Nebraska, Californië, Florida, Washington, Oregon en Wyoming. Jesperson werd in 1995 opgepakt en opgesloten om een levenslange gevangenisstraf uit te zitten in de Oregon State Penitentiary.
Twee mensen bekenden en werden eerder veroordeeld voor de moord op Jespersons eerste slachtoffer. Ze werden later vrijgelaten, nadat Jesperson en zijn advocaat met een bekentenis kwamen in combinatie met bewijs van zijn schuld. Hij wees de politie de locatie van Bennetts tas, een detail dat alleen de moordenaar bekend was.
De identiteit van twee slachtoffers bleef lange tijd onbekend. In 2022 werd het slachtoffer dat 'Cindy' werd genoemd geïdentificeerd als Patricia Skiple. In 2023 werd 'Susanne' geïdentificeerd als Suzanne Kjellenberg. Hiermee zijn alle acht slachtoffers bekend.